# Экспликация (философия)
Эксплика́ция  (лат. explicatio — объяснение, развёртывание) — метод развёртывания (раскрытия) сущности того или иного предмета (явления) через некоторое многообразие иных предметов и явлений. 

## Процедурные характеристики метода экспликации
Последовательное применение метода экспликации проходит через следующие шаги (этапы):
- исходный отбор (селекция) множества признаков, параметров и характеристик, через которые осуществляется перенос и замещение свойств от эксплицируемого предмета (явления) к эксплицирующим;
- поиск и отбор предметов (явлений) - носителей выделенных признаков;
- выражение (распространение, т. е. собственно, экспликация) выделенных признаков эксплицируемого предмета (явления) через отобранные предметы (явления).

## Традиционные нормы применения
Как правило, метод (процедура или приём) экспликации применяется с целью раскрытия (разъяснения или объяснения) внутреннего содержания ранее неизвестного (неясного, неточного, непривычного) понятия (термина) через внешние по отношению к нему предметы (явления) с уже известными свойствами. Тем самым, экспликация используется как метод углубления проникновения в эксплицируемые понятия, и ограничивается следующими нормами:
- независимость предметов (явлений), эксплицирующих разъясняемое понятие (в противном случае их разнообразие лишается прямой ценности);
- их различимость (выделенность), обеспечивающая строгую определённость границ (рамок) замещающих признаков, параметров и характеристик;

## Метод экспликации в контексте научной методологии
В рамках научного познания метод экспликации выполняет многие различные функции. Так, экспликация позволяет осуществить:
- перевод неясных и неопределённых интуитивных представлений (экспликандов) к виду строгих в категориальном и логическом виде понятий (экспликансов);
- концептуализацию той или иной области знания, приведение её в целостную систему;
- обнаружение ранее неочевидных (или неявных) зависимостей между различными предметами (явлениями) или понятиями (терминами);

Вместе с тем, следует воздерживаться от злоупотребления методом: установка на тотальную замену интуитивного содержания понятия его формализованным соотнесением с эксплицирующими его понятиями может стать причиной оскудения его первичного содержания, утраты связи с исходным предметом (явлением) и барьером на пути развития познания.